# William Etty

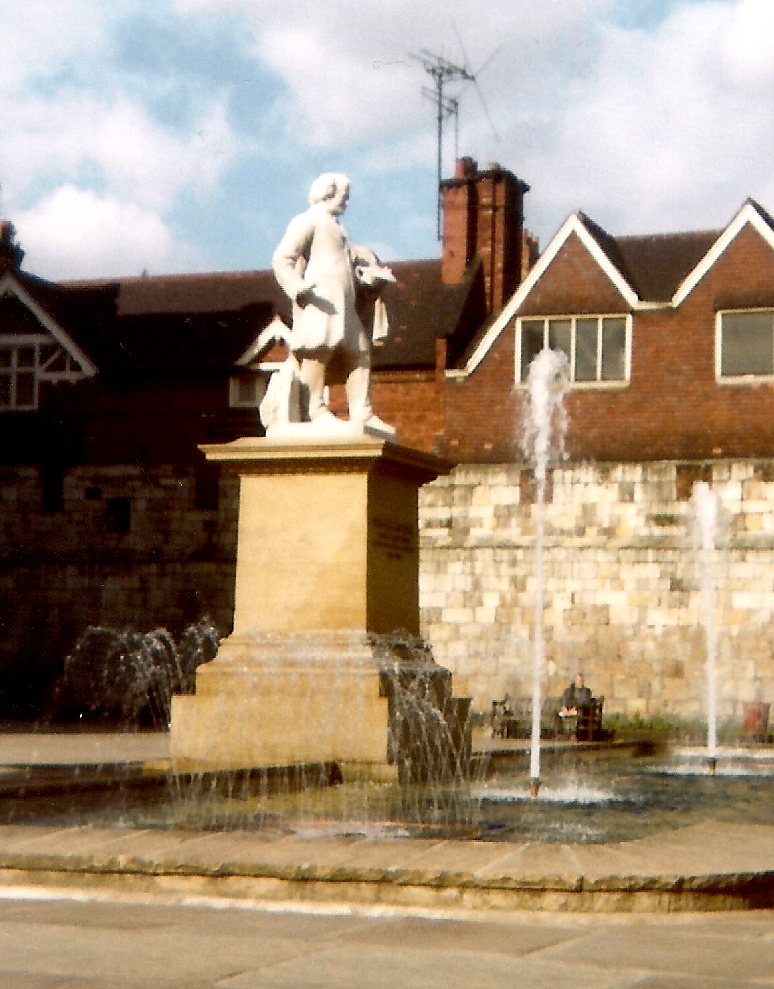
Estàtua d'Etty a York

William Etty (York, 10 de març de 1787 - York, 13 de novembre de 1849) fou un pintor anglès, conegut per les seves pintures de nus, tema insòlit a l'Anglaterra victoriana que va alarmar la moral de l'època. Hi ha una estàtua de William Etty, erigida el 1911, davant de la galeria d'art de York, la seva ciutat natal. Etty només tenia un seguidor anglès a la pràctica de la pintura del nu, William Edward Frost.

## Biografia

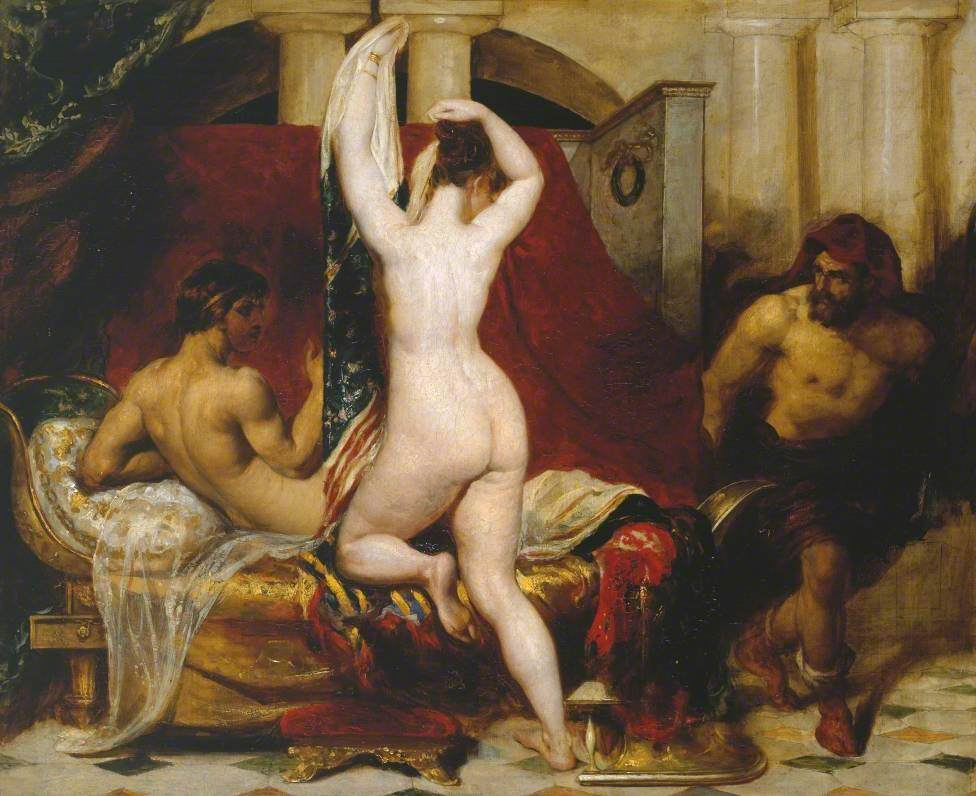
Candaules, rei de Lídia, mostra la seva dona d'amagat a Giges, un dels seus Ministres, mentre se'n va al llit, de William Etty.

De conformitat amb els desitjos del seu pare, Etty treballar durant set anys a una impremta a Kingston upon Hull. Va ser, però, gràcies a la generositat del seu oncle que William Etty va prosseguir els seus estudis en la pintura, quan aquest, el va convidar a Londres el 1806. El 1807 va ingressar a la Royal Academy School, on va estudiar amb Henry Fuseli, i va ampliar els seus coneixements reben classses privades de Sir Thomas Lawrence durant un any. La influència d'aquest dominaria algun temps les seves obres. També el marcarien pintors com Ticià i Rubens.
A la National Gallery va copiar les obres dels mestres i va estar molt vinculat a la Royal Academi, fins i tot després d'haver finalitzat els seus estudis. El 1816 va fer una breu visita a París i Florència, i el 1822 va prendre un llarg viatge a la península Itàlica, passant la major part del seu temps a Venècia. Des dels seus estudis dels mestres venecians va adquirir l'excel·lència en el color pel que els seus treballs són coneguts. Durant aquest període va conèixer Eugène Delacroix.
En tornar a Anglaterra el 1824, la seva obra "Pandora Coronada per les Estacions" va ser molt aplaudida, i va ser nomenat membre de la Royal Academy el 1828. Va residir a Londres fins al 1848, quan a causa del seu estat de salut es va retirar a York, on va morir.